# Vasile Deheleanu
Vasile Deheleanu (Temesvár, 1910. augusztus 12. – 2003. április 30.), román válogatott labdarúgó.
A román válogatott tagjaként részt vett az 1934-es világbajnokságon.